# Isidoro Sánchez Salgués
Isidoro Sánchez Salgués nació en Santiago de Compostela el 11 de abril de 1828. Catedrático de Historia Natural y Caballero de la Ínclita y Soberana Orden Militar de San Juan de Jerusalén, leyó el discurso De la abnegación en el Médico en el acto de investidura del Título Doctor en Medicina y Cirugía el 20 de enero de 1854. Ejerció la docencia y la investigación en la Universidad de Santiago de Compostela e Institutos de Bachillerato de Orense, Salamanca y de su ciudad natal. 
Durante los años de permanencia en la cátedra Compostelana, atiende las tres secciones del Gabinete de Historia Natural, especialmente Zoología e Mineralogía. Del mismo modo que hiciera en Ourense, concentró la compra y recogida de piezas para formar una buena colección de "animales-tipo", tema que conocía perfectamente tras su trabajo con la colección universitaria. Esta fue la primera vez que el Instituto compostelano invirtió una cantidad importante en la compra de ejemplares zoológicos. Para completar la sección de Zoología adquiere también una nueva colección entomológica y abrió un apartado dedicado a la Anatomía Comparada con la compra de esqueletos precisos, uno de cada clase de vertebrados. En su empeño por contar con una buena colección, y conocedor de las aves existentes en la universidad, convence a las autoridades universitarias para que le cedieran varios ejemplares al Instituto. De esta forma crea y selecciona gran parte de los ejemplares de aves del Gabinete de la Universidad de Santiago. Este intenso incremento de ejemplares obliga a la ampliación del gabinete en 1882. Se construyen nuevas vitrinas y se aumentan las graderías para la ordenación de muestras de pequeño tamaño (minerales, moluscos, etc.). Es en esta época cuando se inicia la parte botánica del gabinete que estaba totalmente relegada y adquiere una interesante colección de maderas de Galicia. El resto de colecciones referidas a flora, herbario, simientes, láminas,… que se adquirieron en los años siguientes, van a tener otro destino, la cátedra de Agricultura, quedando el gabinete de Historia Natural carente de estas piezas.
Ese mismo año de 1881 publica en la Sociedad Económica de Amigos del País de Santiago un Dictamen referente a la conveniencia de propagar el cultivo del Avellano común en Galicia. 
En los últimos años de su carrera docente, introduce dos novedades interesantes; la primera fueron las figuras anatómicas, lo que es coherente con su interés por la Zoología. La segunda fue más relevante, la compra de colecciones mineralógicas e cristalográficas para el gabinete del instituto, complementadas con aparatos para a su utilización práctica. También consiguió para la Biblioteca del centro obras tan interesantes como las de Bowles o aquellas otras que servían para dar un mejor uso a las colecciones del gabinete, como todo el material bibliográfico relativo a la colección de la Expedición del Pacífico.
Casado con Mª de la Concepción Álvarez Astray y padre de cuatro hijos Isidoro, Benito, Leopoldo y Carmen, el profesor Isidoro Sánchez Salgués permaneció en el centro compostelano hasta a su muerte, acaecida el 18 de agosto de 1890, a los 62 años de edad.
ref. ISSN 1138-5863 
O ensino da Historia Natural no Instituto de Santiago (1850-1903). Profesorado e recursos, dependencias e influencias. 
Anxela Bugallo Rodríguez. Universidade de Santiago.
ref. Instituto Xelmirez. Pasado e Presente. Edi. Diputación A Coruña. 1997
ref. Isidoro Sabell Salgués. Uned. Pontevedra. 2013
- Datos: Q16579840